# Мерзавец (фильм, 1988)
«Мерзавец» (азерб. Yaramaz) — фильм азербайджанского режиссёра Вагифа Мустафаева, снятый в 1988 году.

## Сюжет
Главный герой картины — Хаттам работает на сувенирной фабрике. Наивный, добродушный, доверчивый, за это над ним насмехаются окружающие. Хаттам видит что происходит вокруг, видит что подрядчик распродаёт ворованные стройматериалы, что шофёр министра пользуется именем своего шефа для того, чтобы проворачивать свои тёмные делишки. Желая избавиться от насмешек и амплуа неудачника, Хаттам в короткий срок делает головокружительную карьеру — от рабочего до директора сувенирной фабрики. 
Вскоре выясняется, как может деформироваться человеческая личность под влиянием окружающих. Герой картины становится жестоким и заходит очень далеко — чем дальше он заходит, тем труднее становится его остановить. Общество превратило доброго, наивного и добродушного человека в эдакого монстра, продукта деградировавшего общества.

## В ролях
- Мамука Кикалейшвили — Хаттам Хаттамович Аскеров
- Гасан Турабов — Газанфар Мамедович
- Яшар Нури — Машалла
- Лариса Бородина — Ирада
- Агагусейн Керимов — Мирза баба
- Гамлет Ханызаде — Алескер Аббасович
- Мелик Дадашев — молла
- Зарнигяр Агакишиева — свекровь
- Гаджи Исмайлов — Гаджи
- Расим Балаев — секретарь министра
- Саида Кулиева — жена Хаттама
- Мухтар Маниев
- Эльдениз Зейналов
- Ариф Гулиев
- Чингиз Мустафаев — парень в подземном переходе
- Басти Джафарова
- Лала Багирова
- Али Мусаев
- Бриллиант Дадашева — соседка
- Алескер Мамедоглу
- Талят Рахманов — художник Балаян
- Назим Агаев — водитель
- Бока

## Награды
- Медаль имени. Витторио де Сика в Италии.
- Государственная премия Азербайджанской ССР.
- «Золотая трость Чаплина»